# Masaharu Suzuki
Masaharu Suzuki (Prefectura de Shizuoka, Japó, 3 d'agost de 1970) és un exfutbolista japonès.

## Selecció japonesa
Masaharu Suzuki va disputar 2 partits amb la selecció japonesa.